# فيرينا جوس
فيرينا جوس (بالألمانية: Verena Jooß)‏ مواليد 9 يناير 1979 في كارلسروه، هي متسابقة ألمانية. شاركت في دورة الألعاب الأولمبية الصيفية.

## الميداليات
| الميدالية | المسابقة                               |
| --------- | -------------------------------------- |
| برونزية   | بطولة العالم للدراجات على المضمار 2008 |

## روابط خارجية
- فيرينا جوس على موقع أرشيف الدراجات (الإنجليزية)
- فيرينا جوس على موقع إحصائيات الدراجات الإحترافية (الإنجليزية)
- فيرينا جوس على موقع أوليمبيديا (الإنجليزية)